# مدير وكالة الخدمة السرية في الولايات المتحدة
مدير جهاز الخدمة السرية في الولايات المتحدة هو رئيس الخدمة السرية للولايات المتحدة، وهو المسؤول عن العمليات اليومية في الوكالة. جهاز الخدمة السرية هي وكالة اتحادية لإنفاذ القانون وهي جزء من وزارة الأمن الداخلي الأمريكية.   تم تفويضها من قبل الكونجرس الأمريكي للقيام بمهمة مزدوجة فريدة من نوعها: حماية البنية التحتية المالية والحيوية في الولايات المتحدة، وحماية قادة البلاد.
يتم تعيين المدير للجهاز من قبل الرئيس، ويعمل وفقاً لتوجييهاته، ولا يخضع لتأكيد مجلس الشيوخ.  ويكون المدير تابعلوزير الأمن الداخلي، ويعمل بتوجيهاته العامة. قبل 1 مارس 2003، كان جهاز الخدمة السرية يتبع لوزارة الخزانة الأمريكية.

## تاريخه
وقع الرئيس أبراهام لنكولن تشريع لإنشاء جهاز الخدمة السرية في 14 أبريل 1865 في يوم اغتياله. تم تكليفه في 5 يوليو 1865، في العاصمة واشنطن ، تحت "قسم الخدمة السرية" ويتبع لوزارة الخزانة. بعد تعيينه من قبل الرئيس أندرو جونسون، أدى ويليام بي وود اليمين كأول رئيس للخدمة السرية في 5 يوليو 1865، من قبل وزير الخزانة هيو ماكولوتش.
عند إنشاء الخدمة السرية، كان يطلق على رئيسها يسمى رئيس الخدمة السرية. عام 1965 تم تغيير المسمى الوظيفي إلى مدير الخدمة السرية، وبعد أربع سنوات من ولاية جيمس جوزيف رولي (1961–1973). كان رئيس الخدمة السرية الأطول خدمة هو ويليام موران، الذي خدم تحت قيادة خمسة رؤساء من عام 1917 إلى عام 1936.
في 27 مارس 2013، عين الرئيس باراك أوباما جوليا بيرسون لتكون المديرة الثالثة والعشرين للجهاز. وأصبحت أول مديرة للوكالة. في 1 أكتوبر 2014، تغيرت قيادة الخدمة السرية إلى المدير جوزيف كلانسي، وهو متقاعد كان يقود سابقًا قسم الحماية الرئاسية. في 4 مارس 2017، تقاعد جوزيف كلانسي، وترك المنصب شاغرًا حتى يتم ترشيح بديل له من قبل الرئيس دونالد ترامب. وفي الوقت نفسه، شغل ويليام ج. كالاهان منصب القائم بأعمال مدير الخدمة السرية للولايات المتحدة في الفترة من 4 مارس 2017 إلى 25 أبريل 2017. تم تعيين راندولف أليس، القائم بأعمال نائب مفوض الجمارك وحماية الحدود الأمريكية السابق، مديرًا من قبل ترامب.

## القائمة
| الرقم | الصورة               | الاسم                         | تولى المنصب        | ترك المنصب         | مدة شغل المنصب | عين من الرئيس     |
| ----- | -------------------- | ----------------------------- | ------------------ | ------------------ | -------------- | ----------------- |
| 1     | ويليام وود           | ويليام وود (1820–1903)        | July 5, 1865       | 1869               | 3–4 years      | أندرو جونسون      |
| 2     | هيرام سي وايتلي      | هيرام سي وايتلي (1834–1919)   | 1869               | 1874               | 4–5 years      | يوليسيس جرانت     |
| 3     | إلمر واشبورن         | إلمر واشبورن (1839–1897)      | 1874               | 1876               | 1–2 years      | يوليسيس جرانت     |
| 4     | جيمس بروكس           | جيمس بروكس (1824–1895)        | 1876               | 1888               | 11–12 years    | رذرفورد ب. هايز   |
| 5     | جون س. بيل           | جون س. بيل (1844–1917)        | 1888               | 1890               | 1–2 years      | جروفر كليفلاند    |
| 6     | أندرو إل. دروموند    | أندرو إل. دروموند (1845–1921) | 1891               | 1894               | 2–3 years      | بنيامين هاريسون   |
| 7     | وليام ب. هازن        | وليام ب. هازن (1840–1923)     | 1894               | 1898               | 3–4 years      | جروفر كليفلاند    |
| 8     | جون ويلكي            | جون ويلكي (1860–1934)         | 1898               | 1911               | 12–13 years    | ويليام ماكينلي    |
| 9     | وليام فلين           | وليام فلين (1867–1928)        | 1912               | 1917               | 4–5 years      | ويليام هوارد تافت |
| 10    | وليام هـ. موران      | وليام هـ. موران (1862–1946)   | 1917               | 1936               | 18–19 years    | وودرو ويلسون      |
| 11    | فرانك ج. ويلسون      | فرانك ج. ويلسون (1887–1970)   | 1937               | 1946               | 8–9 years      | فرانكلين روزفلت   |
| 12    | جيمس مالوني          | جيمس مالوني (1896–1959)       | 1946               | 1948               | 1–2 years      | Harry Truman      |
| 13    | يو. إي. بوغمان       | يو. إي. بوغمان (1905–1978)    | November 29, 1948  | August 31, 1961    | 12 years       | Harry Truman      |
| 14    | جيمس جوزيف رولي      | جيمس جوزيف رولي (1908–1992)   | September 1, 1961  | October 1973       | 12 years       | جون كينيدي        |
| 15    | هـ. ستيوارت نايت     | هـ. ستيوارت نايت (1921–2009)  | 1973               | 11 May 1981        | 7–8 years      | ريتشارد نيكسون    |
| 16    | جون سيمبسون          | جون سيمبسون (1932–2017)       | 1981               | 1992               | 10–11 years    | رونالد ريغان      |
| 17    | جون ماجاو            | جون ماجاو (ولد 1935)          | 1992               | 1993               | 0–1 year(s)    | جورج بوش الأب     |
| 18    | إيلجاي ب. بورون      | إيلجاي ب. بورون (ولد ق. 1951) | 1993               | 1997               | 3–4 years      | بيل كلينتون       |
| 19    | لويس ميرليتي         | لويس ميرليتي (ولد ق. 1948)    | June 6, 1997       | March 3, 1999      | 2 years        | Bill Clinton      |
| 20    | بريان ستافورد        | بريان ستافورد (ولد ق. 1959)   | March 4, 1999      | January 24, 2003   | 3 years        | بيل كلينتون       |
| 21    | دبليو رالف باشام     | دبليو رالف باشام (ولد 1943)   | January 27, 2003   | May 30, 2006       | 3 years        | جورج بوش الابن    |
| 22    | مارك سوليفان         | مارك سوليفان (ولد ق.1955)     | May 31, 2006       | March 27, 2013     | 6 years        | جورج بوش الابن    |
| 23    | جوليا بيرسون         | جوليا بيرسون (ولد 1959)       | March 27, 2013     | October 1, 2014    | 1 year         | باراك أوباما      |
| 24    | جوزيف كلانسي         | جوزيف كلانسي (ولد 1955)       | October 1, 2014    | March 4, 2017      | 2 years        | باراك أوباما      |
| –     | وليام ج. كالاهان     | وليام ج. كالاهان Acting       | March 4, 2017      | April 25, 2017     | 52 أيام        | دونالد ترامب      |
| 25    | راندولف أليس         | راندولف أليس (ولد 1954)       | April 25, 2017     | May 1, 2019        | 2 years        | دونالد ترامب      |
| 26    | جيمس م. موراي        | جيمس م. موراي (ولد c. 1968)   | May 1, 2019        | September 17, 2022 | 3 years        | دونالد ترامب      |
| 27    | كيمبرلي شيتل         | كيمبرلي شيتل (ولد 1972)       | September 17, 2022 | July 23, 2024      | 1 year         | جو بايدن          |
| –     | رونالد إل. رو جونيور | رونالد إل. رو جونيور Acting   | July 23, 2024      |                    | 347 أيام       | جو بايدن          |

## أنظر أيضا
- رئيس التحقيقات الجنائية في مصلحة الضرائب [الإنجليزية]
- مدير الاستخبارات المركزية
- مدير وكالة المخابرات المركزية
- مدير مكتب التحقيقات الفيدرالي
- مدير خدمة المارشالات الأمريكية [الإنجليزية]
- تطبيق القانون الفيدرالي في الولايات المتحدة